# 尼岡氏擬鮃
尼岡氏擬鮃為輻鰭魚綱鰈形目鰈亞目鮃科的其中一種，為亞熱帶海水魚，分布於東南太平洋Salay Gomez及Nazca海脊，棲息深度180-190公尺，棲息在底層水域，生活習性不明。

## 扩展阅读
維基物種上的相關：尼岡氏擬鮃